# Hormetica sexnotata
Hormetica sexnotata är en kackerlacksart som först beskrevs av Carl Peter Thunberg 1826.  Hormetica sexnotata ingår i släktet Hormetica och familjen jättekackerlackor. Inga underarter finns listade i Catalogue of Life.